# Hagyma (növényalaktan)

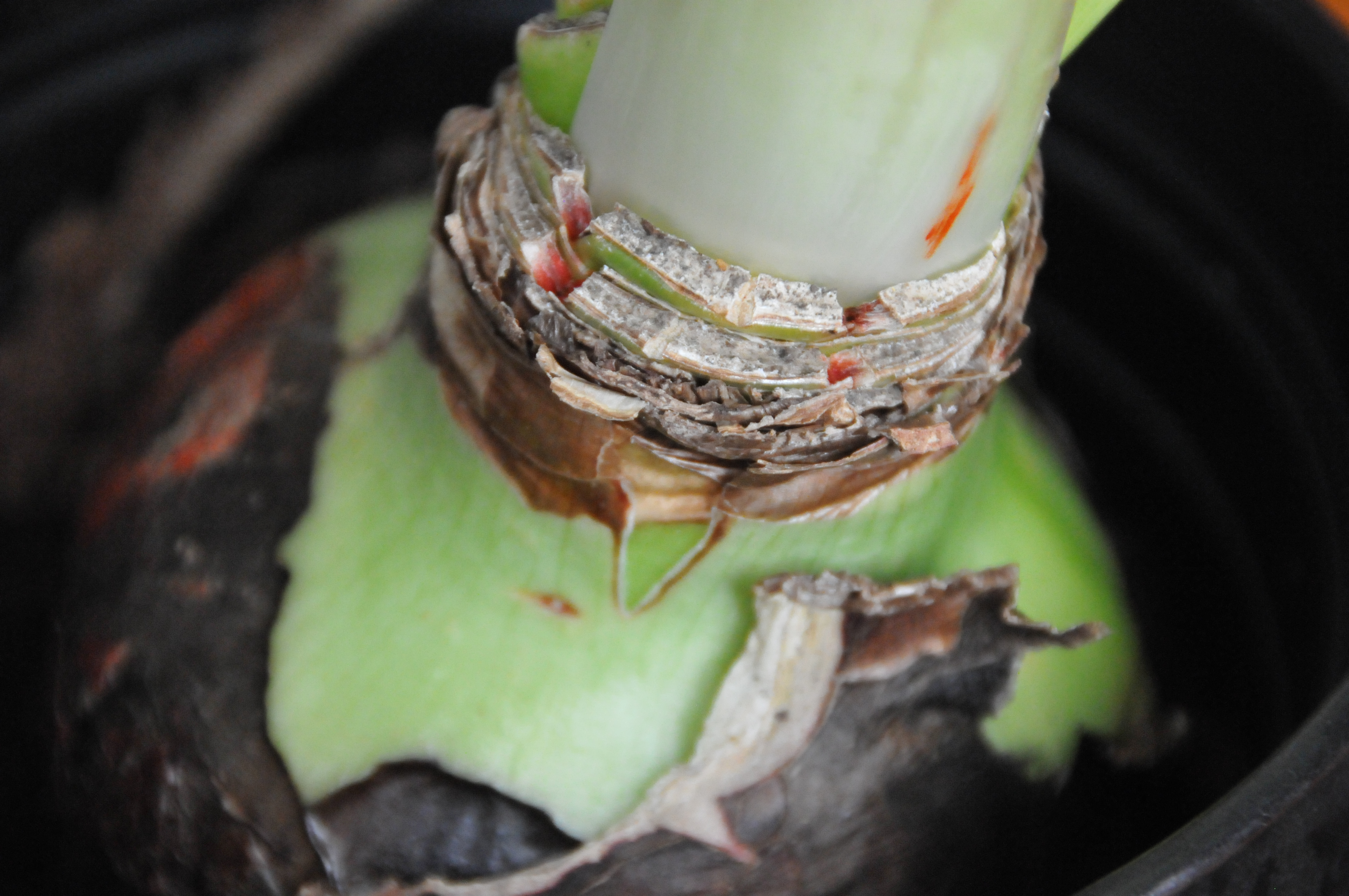
Amaryllis hagymája

A hagyma (bulbus) tápanyag-raktározásra módosult föld alatti hajtás (tehát szárból és allevelekből áll), amely az egyszikűek egyes családjaira – például hagymafélék, amarilliszfélék, liliomfélék – jellemző. A rövid, kúpos, keményebb hajtástengelyt (tönk vagy torzsa) a puhább, sűrűn egymásra boruló allevelek (hagymaborulék) borítják – ezek közül a belső pikkelylevelek húsosak, a külső buroklevelek elszáradók. A hagyma nagyobb részét a húsos pikkelylevelek teszik ki: ezekben tápanyagok raktározódnak, melyek segítik a növényt az áttelelésben. A hagymatönk csúcsrügyéből felfelé a növény föld feletti hajtása, lefelé pedig a hajtáseredetű gyökerek fejlődnek. A húsos levelek hónaljában is megjelenhetnek rügyek.
Ha a tönk a levelekhez képest túlságosan ki van fejlődve (például a sáfrányé), akkor az hagymagumó (bulbotuber).

## Hagymás növények (nem teljes lista)
Császárkorona • Csillagvirág • Fehér liliom • Fiókás tyúktaréj • Fokhagyma • Gyöngyike (növénynemzetség) • Hófény • Mocsári kockásliliom • Liliom • Medvehagyma • Nárcisz (növénynemzetség) • Nyári tőzike • Pirosliliom • Prérigyertya • Tavaszi tőzike • Tulipán • Vérvirág